# Tratado da Haia (1795)

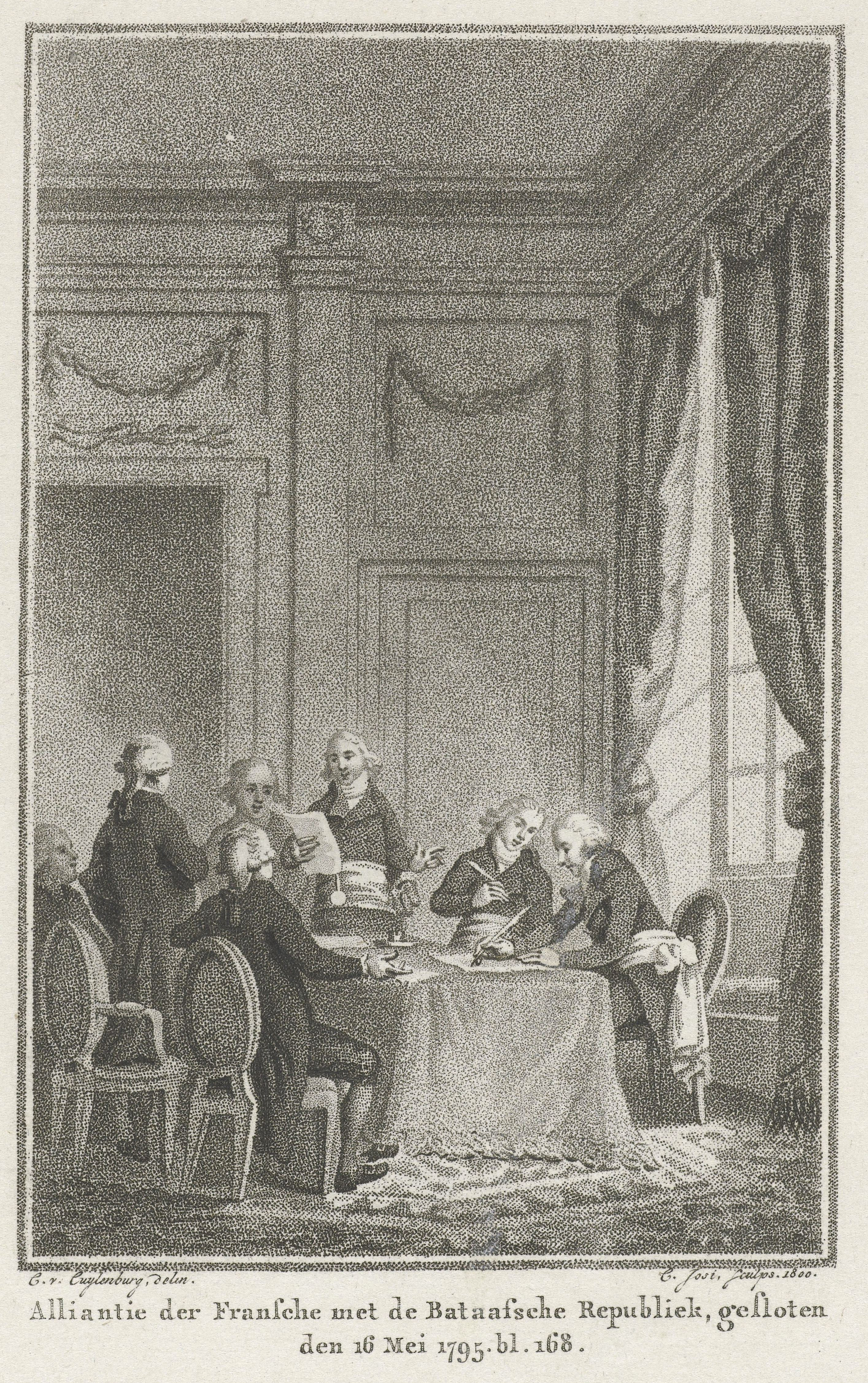
Conclusão da aliança entre a França e a República Batava, 1795

O Tratado da Haia de 1795 é um tratado de não-agressão entre a República Holandesa e a República Francesa. O tratado foi firmado em 16 de maio de 1795 durante a ocupação francesa da República Holandesa. Com a firmação do tratado a República Holandesa foi obrigada a fortalecer o exército e a marinha francesa e a República Francesa adquiriu temporariamente partes de seu território.

## História
Após anteriormente ter adquirido partes dos Países Baixos do Sul (Flandres Francesa), a França ocupou entre 1745 e 1748 todo o território dos Países Baixos do Sul e partes do sul da República Holandesa. Com a firmação da Paz de Aken (1748) as tropas francesas evacuaram o território dos Países Baixos do Norte e do Sul. Aproximadamente meio século depois, em 1794, a República Francesa ocupou e anexou o resto dos Países Baixos do Sul (Países Baixos Austríacos). No ano seguinte a República Francesa também ocupou os Países Baixos do Norte (República Holandesa) e posteriormente anexou parte de seu território (Maastricht, Venlo e a parte sul da província da Zelândia). Em seguida a República Francesa impôs à República Holandesa um tratado de não-agressão. Após negociações com o presidente dos Estados Gerais Pieter Paulus o tratado foi firmado. Conforme as estipulações do tratado a República Holandesa teria que abastecer a frota e as tropas francesas com metade de sua própria frota e tropas. Ademais a República Holandesa teria que pagar à República Francesa uma indenização no valor de 100 milhões de florins.